# نادي برقيشر لكرة اليد
نادي برقيشر لكرة اليد هو نادي كرة يد في ألمانيا تأسس في سنة 2006. يلعب في الدوري الألماني لكرة اليد. تبلغ سعة ملعبه 3200 متفرجا.

## وصلات خارجية
- الموقع الرسمي